# Lutz-en-Dunois

Lutz-en-Dunois este o comună în departamentul Eure-et-Loir, Franța. În 1 ianuarie 2018 avea o populație de 375 de locuitori.